# Driedaagse van De Panne-Koksijde 2016
De 40e editie van de wielerwedstrijd Driedaagse van De Panne-Koksijde vond in 2016 plaats van 29 tot en met 31 maart. De start en finish vonden plaats in De Panne. De ronde maakte deel uit van de UCI Europe Tour 2016, in de categorie 2.HC. In 2015 won de Noor Alexander Kristoff. Deze editie werd gewonnen door de Nederlander Lieuwe Westra.

## Deelnemende ploegen

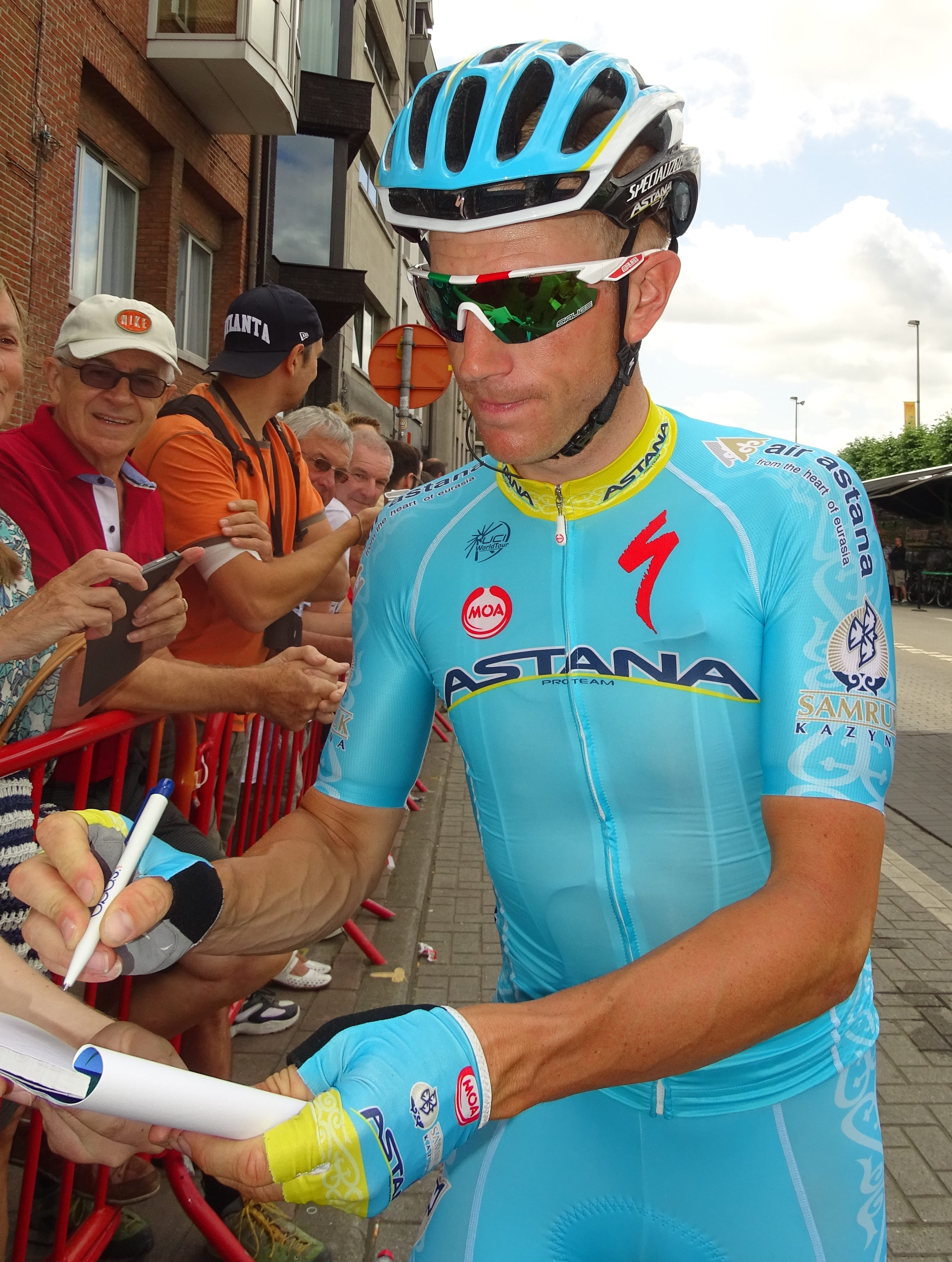
De Panne-Koksijde 2016 winnaar Lieuwe Westra (Astana Pro Team)

De Belgische ploeg Wanty-Groupe Gobert stond oorspronkelijk ook op de startlijst, maar vanwege het overlijden van ploeggenoot Antoine Demoitié besloot het team niet te starten.
| WorldTour                   | ProContinentaal             |
| --------------------------- | --------------------------- |
| Team Katjoesja              | Bardiani CSF                |
| Etixx-Quick Step            | Bora-Argon 18               |
| Tinkoff                     | Cofidis                     |
| Lotto Soudal                | Direct Énergie              |
| Astana Pro Team             | Gazprom-RusVelo             |
| BMC Racing Team             | Nippo-Vini Fantini          |
| Cannondale Pro Cycling Team | ONE Pro Cycling             |
| FDJ                         | Roompot-Oranje Peloton      |
| Lampre-Merida               | Southeast-Venezuela         |
| Orica GreenEDGE             | Stölting Service Group      |
| Team Sky                    | Topsport Vlaanderen-Baloise |

## Etappe-overzicht
| Etappe | Datum    | Start    | Finish   | Type                | Afstand  | Winnaar            | Klassementsleider  |
| ------ | -------- | -------- | -------- | ------------------- | -------- | ------------------ | ------------------ |
| 1e     | 29 maart | De Panne | Zottegem | Heuvelrit           | 198,2 km | Alexander Kristoff | Alexander Kristoff |
| 2e     | 30 maart | Zottegem | Koksijde | Heuvelrit           | 211,1 km | Elia Viviani       | Alexander Kristoff |
| 3A     | 31 maart | De Panne | De Panne | Vlakke rit          | 111,5 km | Marcel Kittel      | Alexander Kristoff |
| 3B     | 31 maart | De Panne | De Panne | Individuele tijdrit | 14,2 km  | Maciej Bodnar      | Lieuwe Westra      |

## Etappe-uitslagen

### 1e etappe
| De Panne – Zottegem (198,2 km) |                    |                        |          |
| Plaats                         | Naam               | Ploeg                  | Tijd     |
| Winnaar                        | Alexander Kristoff | Team Katjoesja         | 4u22'34" |
| 2                              | Aleksej Loetsenko  | Astana Pro Team        | z.t.     |
| 3                              | Lieuwe Westra      | Astana Pro Team        | z.t.     |
| 4                              | Mads Pedersen      | Stölting Service Group | + 29"    |
| 5                              | Luke Rowe          | Team Sky               | z.t.     |
| 6                              | Pim Ligthart       | Lotto Soudal           | + 36"    |
| 7                              | Manuel Belletti    | Southeast-Venezuela    | z.t.     |
| 8                              | Juraj Sagan        | Tinkoff                | z.t.     |
| 9                              | Sean De Bie        | Lotto Soudal           | z.t.     |
| 10                             | Marco Haller       | Team Katjoesja         | z.t.     |

| Algemeen klassement |                    |                        |          |
| Plaats              | Naam               | Ploeg                  | Tijd     |
| Witte trui          | Alexander Kristoff | Team Katjoesja         | 4u22'24" |
| 2                   | Aleksej Loetsenko  | Astana Pro Team        | + 1"     |
| 3                   | Lieuwe Westra      | Astana Pro Team        | + 6"     |
| 4                   | Mads Pedersen      | Stölting Service Group | + 39"    |
| 5                   | Luke Rowe          | Team Sky               | z.t.     |
| 6                   | Tony Martin        | Etixx-Quick Step       | + 44"    |
| 7                   | Pim Ligthart       | Lotto Soudal           | + 46"    |
| 8                   | Manuel Belletti    | Southeast-Venezuela    | z.t.     |
| 9                   | Juraj Sagan        | Tinkoff                | z.t.     |
| 10                  | Sean De Bie        | Lotto Soudal           | z.t.     |

### 2e etappe
| Zottegem – Koksijde (211,1 km) |                    |                             |          |
| Plaats                         | Naam               | Ploeg                       | Tijd     |
| Winnaar                        | Elia Viviani       | Team Sky                    | 5u01'04" |
| 2                              | Marcel Kittel      | Etixx-Quick Step            | z.t.     |
| 3                              | Alexander Kristoff | Team Katjoesja              | z.t.     |
| 4                              | Amaury Capiot      | Topsport Vlaanderen-Baloise | z.t.     |
| 5                              | Adrien Petit       | Cofidis                     | z.t.     |
| 6                              | Raymond Kreder     | Roompot-Oranje Peloton      | z.t.     |
| 7                              | Paolo Simion       | Bardiani CSF                | z.t.     |
| 8                              | Marc Sarreau       | FDJ                         | z.t.     |
| 9                              | Erik Baška         | Tinkoff                     | z.t.     |
| 10                             | Ivan Savitski      | Gazprom-RusVelo             | z.t.     |

| Algemeen klassement |                    |                             |          |
| Plaats              | Naam               | Ploeg                       | Tijd     |
| Witte trui          | Alexander Kristoff | Team Katjoesja              | 9u23'24" |
| 2                   | Aleksej Loetsenko  | Astana Pro Team             | + 5"     |
| 3                   | Lieuwe Westra      | Astana Pro Team             | + 10"    |
| 4                   | Mads Pedersen      | Stölting Service Group      | + 43"    |
| 5                   | Bert Van Lerberghe | Topsport Vlaanderen-Baloise | + 45"    |
| 6                   | Luke Durbridge     | Orica GreenEDGE             | + 46"    |
| 7                   | Rick Zabel         | BMC Racing Team             | + 48"    |
| 8                   | Tony Martin        | Etixx-Quick Step            | z.t.     |
| 9                   | Michael Mørkøv     | Team Katjoesja              | + 49"    |
| 10                  | Amaury Capiot      | Topsport Vlaanderen-Baloise | + 50"    |

### 3e etappe A (ochtend)
| De Panne – De Panne (111,5 km) |                     |                             |          |
| Plaats                         | Naam                | Ploeg                       | Tijd     |
| Winnaar                        | Marcel Kittel       | Etixx-Quick Step            | 2u27'03" |
| 2                              | Phil Bauhaus        | Bora-Argon 18               | z.t.     |
| 3                              | Alexander Kristoff  | Team Katjoesja              | z.t.     |
| 4                              | Amaury Capiot       | Topsport Vlaanderen-Baloise | z.t.     |
| 5                              | Luka Mezgec         | Orica GreenEDGE             | z.t.     |
| 6                              | Marc Sarreau        | FDJ                         | z.t.     |
| 7                              | Michael Van Staeyen | Cofidis                     | z.t.     |
| 8                              | Erik Baška          | Tinkoff                     | z.t.     |
| 9                              | Raymond Kreder      | Roompot-Oranje Peloton      | z.t.     |
| 10                             | Marko Kump          | Lampre-Merida               | z.t.     |

| Algemeen klassement |                    |                             |           |
| Plaats              | Naam               | Ploeg                       | Tijd      |
| Witte trui          | Alexander Kristoff | Team Katjoesja              | 11u50'25" |
| 2                   | Aleksej Loetsenko  | Astana Pro Team             | + 7"      |
| 3                   | Lieuwe Westra      | Astana Pro Team             | + 12"     |
| 4                   | Mads Pedersen      | Stölting Service Group      | + 45"     |
| 5                   | Bert Van Lerberghe | Topsport Vlaanderen-Baloise | + 47"     |
| 6                   | Luke Durbridge     | Orica GreenEDGE             | + 48"     |
| 7                   | Rick Zabel         | BMC Racing Team             | + 50"     |
| 8                   | Tony Martin        | Etixx-Quick Step            | z.t.      |
| 9                   | Michael Mørkøv     | Team Katjoesja              | + 51"     |
| 10                  | Amaury Capiot      | Topsport Vlaanderen-Baloise | + 52"     |

### 3e etappe B (middag)
| De Panne – De Panne (14,2 km) (ITT) |                    |                  |        |
| Plaats                              | Naam               | Ploeg            | Tijd   |
| Winnaar                             | Maciej Bodnar      | Tinkoff          | 17'39" |
| 2                                   | Tony Martin        | Etixx-Quick Step | z.t.   |
| 3                                   | Tom Bohli          | BMC Racing Team  | z.t.   |
| 4                                   | Lieuwe Westra      | Astana Pro Team  | + 3"   |
| 5                                   | Johan Le Bon       | FDJ              | + 19"  |
| 6                                   | Sylvain Chavanel   | Direct Énergie   | + 22"  |
| 7                                   | Aleksej Loetsenko  | Astana Pro Team  | + 24"  |
| 8                                   | Alexander Kristoff | Team Katjoesja   | + 28"  |
| 9                                   | Stefan Küng        | BMC Racing Team  | z.t.   |
| 10                                  | Luke Durbridge     | Lampre-Merida    | z.t.   |

| Algemeen klassement |                    |                        |           |
| Plaats              | Naam               | Ploeg                  | Tijd      |
| Witte trui          | Lieuwe Westra      | Astana Pro Team        | 12u08'19" |
| 2                   | Alexander Kristoff | Team Katjoesja         | + 13"     |
| 3                   | Aleksej Loetsenko  | Astana Pro Team        | + 16"     |
| 4                   | Tony Martin        | Etixx-Quick Step       | + 35"     |
| 5                   | Sylvain Chavanel   | Direct Énergie         | + 59"     |
| 6                   | Luke Durbridge     | Orica GreenEDGE        | + 1'04"   |
| 7                   | Stefan Küng        | BMC Racing Team        | + 1'06"   |
| 8                   | Mads Pedersen      | Stölting Service Group | + 1'19"   |
| 9                   | Nils Politt        | Team Katjoesja         | z.t.      |
| 10                  | Johan Le Bon       | FDJ                    | z.t.      |

## Eindklassementen
| Plaats     | Naam               | Ploeg                       | Tijd      |
| ---------- | ------------------ | --------------------------- | --------- |
| Witte trui | Lieuwe Westra      | Astana Pro Team             | 12u08'19" |
| 2          | Alexander Kristoff | Team Katjoesja              | + 13"     |
| 3          | Aleksej Loetsenko  | Astana Pro Team             | + 16"     |
| 4          | Tony Martin        | Etixx-Quick Step            | + 35"     |
| 5          | Sylvain Chavanel   | Direct Énergie              | + 59"     |
| 6          | Luke Durbridge     | Orica GreenEDGE             | + 1'04"   |
| 7          | Stefan Küng        | BMC Racing Team             | + 1'06"   |
| 8          | Mads Pedersen      | Stölting Service Group      | + 1'19"   |
| 9          | Nils Politt        | Team Katjoesja              | z.t.      |
| 10         | Johan Le Bon       | FDJ                         | z.t.      |
| 11         | Dmitri Groezdev    | Astana Pro Team             | + 1'27"   |
| 12         | Berden de Vries    | Roompot-Oranje Peloton      | z.t.      |
| 13         | Rick Zabel         | BMC Racing Team             | + 1'34"   |
| 14         | Laurens De Vreese  | Astana Pro Team             | + 1'38"   |
| 15         | Alex Kirsch        | Stölting Service Group      | + 1'40"   |
| 16         | Gijs Van Hoecke    | Topsport Vlaanderen-Baloise | + 1'42"   |
| 17         | Sonny Colbrelli    | Bardiani CSF                | + 1'43"   |
| 18         | Michael Mørkøv     | Tinkoff                     | + 1'49"   |
| 19         | Iuri Filosi        | Nippo-Vini Fantini          | + 1'52"   |
| 20         | Nikolaj Troesov    | Tinkoff                     | + 1'53"   |

| Plaats      | Naam               | Ploeg                       | Punten |
| ----------- | ------------------ | --------------------------- | ------ |
| Groene trui | Alexander Kristoff | Team Katjoesja              | 47     |
| 2           | Marcel Kittel      | Etixx-Quick Step            | 28     |
| 3           | Lieuwe Westra      | Astana Pro Team             | 23     |
|             |                    |                             |        |
| 5           | Amaury Capiot      | Topsport Vlaanderen-Baloise | 22     |

| Plaats    | Naam               | Ploeg                       | Punten |
| --------- | ------------------ | --------------------------- | ------ |
| Rode trui | Loïc Vliegen       | BMC Racing Team             | 28     |
| 2         | Lieuwe Westra      | Astana Pro Team             | 26     |
| 3         | Bert Van Lerberghe | Topsport Vlaanderen-Baloise | 14     |

| Plaats      | Naam               | Ploeg                       | Tijd |
| ----------- | ------------------ | --------------------------- | ---- |
| Blauwe trui | Danny van Poppel   | Team Sky                    | 6    |
| 2           | Bert Van Lerberghe | Topsport Vlaanderen-Baloise | 5    |
| 3           | Pim Ligthart       | Lotto Soudal                | 5    |

| Plaats | Ploeg                  | Tijd      |
| ------ | ---------------------- | --------- |
|        | Astana Pro Team        | 36u26'53" |
| 2      | Etixx-Quick Step       | + 10"     |
| 3      | BMC Racing Team        | + 11"     |
|        |                        |           |
| 7      | Roompot-Oranje Peloton | + 8'08"   |

## Klassementenverloop
| Etappe       | Winnaar            | Algemeen klassement · | Puntenklassement · | Bergklassement · | Rushesklassement · | Ploegenklassement · |
| ------------ | ------------------ | --------------------- | ------------------ | ---------------- | ------------------ | ------------------- |
| 1            | Alexander Kristoff | Alexander Kristoff    | Alexander Kristoff | Loïc Vliegen     | Danny van Poppel   | Astana Pro Team     |
| 2            | Elia Viviani       | Alexander Kristoff    | Alexander Kristoff | Loïc Vliegen     | Danny van Poppel   | Astana Pro Team     |
| 3a           | Marcel Kittel      | Alexander Kristoff    | Alexander Kristoff | Loïc Vliegen     | Danny van Poppel   | Astana Pro Team     |
| 3b           | Maciej Bodnar      | Lieuwe Westra         | Alexander Kristoff | Loïc Vliegen     | Danny van Poppel   | Astana Pro Team     |
| 0Eindstanden | 0Eindstanden       | Lieuwe Westra         | Alexander Kristoff | Loïc Vliegen     | Danny van Poppel   | Astana Pro Team     |